# Округ Таладига (Алабама)
Округ Таладига (енгл. Talladega County) је округ у америчкој савезној држави Алабама. По попису из 2010. године број становника је 82.291. Седиште округа је град Таладига.

## Демографија
Према попису становништва из 2010. у округу је живело 82.291 становника, што је 1.970 (2,5%) становника више него 2000. године.
| Група             | 2000.          | 2010.          |
| Белци             | 53.399 (66,5%) | 53.079 (64,5%) |
| Афроамериканци    | 25.339 (31,5%) | 26.055 (31,7%) |
| Азијати           | 162 (0,2%)     | 339 (0,4%)     |
| Хиспаноамериканци | 812 (1,0%)     | 1.671 (2,0%)   |
| Укупно            | 80.321         | 82.291         |